# Lewiston (hrabstwo Niagara)
Lewiston – wieś w Stanach Zjednoczonych, w stanie Nowy Jork, w hrabstwie Niagara.